# 시오야 코조
시오야 코조(일본어: 塩屋浩三 시오야 고조[*], 1955년 8월 18일~)는 일본의 남자 가수, 성우, 배우이다. 동생으로 같은 성우이자 음향감독인 시오야 요쿠가 있다.

## 출연 작품

### TV 애니메이션
1982년
- 기갑함대 다이라가XV(쇼타 그로이쓰)

1983년
- 나나코 SOS(스노우)
- 스톱 히바리군(고사쿠의 아버지)
- 알베가스(구마이 고로우)

1984년
- 고깔 모자의 메모루(콜롬버스)

1985년
- 기동전사 Z 건담(로베르토)
- 초수기신 단쿠가(크리스)

1986년
- 명견 실버(흑호)

1987년
- 산 메이플 타운 이야기 : 팜 타운 편(파라블라)
- 작은 아씨들(데이비드)

1988년
- 초음전사 보그맨(베다)
- 트랜스포머 초신 마스터포스(불혼)

1989년
- 수신 라이가(단고로)
- 드래곤볼Z(마인 부우)
- 요술공주 샐리 1989년판(야마베 아키라)

1990년
- 사무라이 피자 캣츠(불꽃의 본카, 이누야마 왕코노카미)
- RPG 전설 헤포이(쟈쿤)
- 용자 엑스카이저(드릴 맥스)

1991년
- 태양의 용자 파이버드(에이스 바론, 썬더 바론)
- 삼국지(이각과 곽사)
- 콤콤보이 와프로만(PC로)

1992년
- 스페이스 오즈의 모험(브랜디)
- 모험자(페레스 신부)
- 전설의 용자 다간(붓쵸)

1993년
- 슬램덩크(미토 료헤이)
- 푸른 전설의 슛(이소가이 선생)
- 쾌걸 조로(곤잘레스 중사)

1994년
- 백설공주의 전설(고르디)

1996년
- 드래곤볼GT(미스터 부우)
- 게게게의 키타로 4기(아기울음 할아범)
- 소년기사 라무 : VS 기사 라무네 & 40염(돈 제노사이)

1997년
- 용자왕 가오가이가(폴로네즈, 마모루 아버지)

1999년
- 왕부리 팅코(마나지리, 로간)

2001년
- Z.O.E Dolores, i(라이어 스타필드)

2002년
- 근육맨 2세(긴니쿠 마유미)

2004년
- 두 사람은 프리큐어(교장)

2006년
- 내각권력범죄 강제단속관 자이젠 죠타로(모치즈키 타쿠야)

2007년
- 코드-E(에비하라 게이스케)

2009년
- 전국 바사라(이마가와 요시모토)

### OVA
1985년
- 메가존23(갓츠)

1988년
- 은하영웅전설(표트르 파트리체프)

1989년
- 강식장갑 가이버(세가와 데쓰로)

1992년
- 이스 2 -천공의 신전-(지라)

1993년
- 초시공 세기 오거스 02(페리온)

1995년
- 비져너리 1(다이마진)

2005년
- 키라메키 프로젝트(마쓰시타 유코우)

2007년
- 데드 걸즈(햄버거 가게 아저씨)

### 극장판
1986년
- 11인이 있다(도르프 다스타)

2009년
- 잃어버린 마법의 섬 홋타라케(병사)